# Haigermoos
Haigermoos – miejscowość i gmina w Austrii, w kraju związkowym Górna Austria, w powiecie Braunau am Inn. Liczy 580 mieszkańców.